# Zrinyi-hegység
A Zrinyi-hegység (horvátul: Zrinska gora) egy hegyvidék Horvátországban, Sziszek-Monoszló megyében. A Dinári-hegység része.

## Fekvése
A Zrinyi-hegység Glina, Petrinya és Hrvatska Kostajnica városok, valamint Dvor és Donji Kukuruzari települések között több mint 30 000 hektár területen fekszik. A megye déli területének nagy részét lefedi. Hegyei közül a legfontosabbak: a Šamarica, az Anđelina kosa, a Popov gaj, a Vješala, a Kobiljak és a Vratnik.
A Zrinska gora elágazó domborzata magában foglalja a Hrastovicka és a Trgovska gora hegyeket. A hegység középső és legjelentősebb része a Šamarica, amely a fő csúcsától (Piramis) északra és északkeletre még körülbelül 10 kilométernyire húzódik. Magasságával és főirányával a Banovinát glina-petrinyai és dvori részre osztja fel.
Keleten és délkeleten az Una alsó folyása, északon a Száva és a Kulpa alsó folyása, nyugaton pedig a boszniai Krajina határa szegélyezi. A hegységet az összes fő közlekedési útvonal elkerüli, ezért területe viszonylag ismeretlen és elszigetelt.

## Neve
A hegység nevét a területén található Zriny középkori váráról kapta. A várról vette nevét a Zrínyi család is, mely számos birtokkal rendelkezett a hegység területén. A „Zrin”, a „Zrinzka Planina” és a „Zrinzko Polie” neveket már megtaláljuk Stjepan Glavač 1673-as térképein és Johann Weikhard Valvasor 1689-ből származó térképein is. A „Zrinzka Planina” kifejezés mindkét esetben a mai Zrinska gora Una felőli oldalára utal. A „Zrinska gora” kifejezés Maximilian Schimeck 1788-ból származó földrajzi térképein is megjelenik. Heinrich Kiepert 1870-ből származó térképén, a hegység német neve „Zriner Gebirge” néven szerepel.

## Története
A Zrinyi-hegység térségében az első emberi településnyomok a rézkorig vezethetők vissza. A rézkor legrégebbi régészeti maradványai a Vučedoli kultúra késői szakaszához (i. e. 2500-2000) tartoznak. Már abban az időben út épült a rézércnek a Trgovska gora térségében található bányáiból a Dunapartig történő szállítására. Az út egy részét, amely a hegységen vezetett át, az erre a célra épített Osječenica vára ellenőrizte. A korai vaskort az új fém - vas feldolgozásának technológiájának megjelenése (Hallstatti kultúra) jellemezte. Az akkori települések jól voltak elhelyezve és megerősítve. Új úthálózatot is építettek, és a nyersanyagokban gazdag területeken figyelemre méltó népességnövekedés volt megfigyelhető. A Vučedoli-kultúra végén élénk bányászati és kohászati tevékenység kezdődött Zrinyi-hegység és Trgovska gora területén. A késő vaskorszakról van szó, amelyet a kelták nyugat-európából való megérkezése (La Tène-kultúra) jellemez. A kelták kivételes kohászok voltak, akik hamarosan fejlett vasfeldolgozásukkal és más technológiai újításokkal Európa hatalmas területét hódították meg (ismert, hogy a vasércet - limonit, valamint az ezüstöt és az ólomércet - galénát hasznosították). Stratégiailag előnyös helyen, a Kupa folyó mentén, a mai Sziszek területén létrehozták egyik fő központjukat, Segesticát, mely az igazgatás, a kereskedelem és a kézművesség központja volt. Megszervezték a kereskedelmi útvonalak hálózatát és az egész terület ellenőrzési rendszerét. A római időkben Sziszek (Siscia) és tágabb környezete (beleértve a mai Dvor község területét is) az egész birodalom egyik legnagyobb kohászati központjává vált, ahol kohászati műhelyek működtek fegyverek, szerszámok és pénzverdék gyártására. Ennek megfelelően a Zrínyi-hegység területe az ókor régészeti leleteiben rendkívül gazdag. Siscia közelsége döntően befolyásolta a térség gyors romanizációját. A Római Birodalom összeomlása után a kohászati tevékenység is megszűnt. A középkorban új vas-, réz- és ólomércbányákat nyitottak, és megkezdték az első kohók és pénzverdék építését. A bányászat a törökök 1578-as megérkezéséig folytatódott, majd kiűzésük után rövid ideig ismét üzemelt.

## Talaj
A hegység szerkezete és összetétele heterogén. Legnagyobb része a jura és az alsó-krétakor eocén kori flisjéből és magmás üledékből épült. Központi része (a Šamarica és a környező dombok) paleogén lerakódásokból épül fel. Néhány olyan helyen, ahol egykor a Pannon-tenger hullámzott a 65 millió évnél régebbi növény- és állatvilág maradványai találhatók.
A hegység domborzati formái a közelmúlt geológiai múltjában keletkeztek. Legalsó részeit a legfiatalabb hordalékos üledékek, homok és kavics borítják. Különböző vastagságúak és iszapos, valamint vízhatlan agyagtalajjal vannak borítva. A Zrinska gora magasabb részein régebbi, neogén és az oligocén tó üledékei, legmagasabb részein paleogén konglomerátumok és különféle mezozoikumi eredetű rétegek találhatók. A Banovina területe ezen részének szélső részei agyagosak, amelyek gyakran földcsuszamlásokat okoznak.

## Vizek
A hegység bővelkedik folyókban és forrásokban. A geológusok és a hidrogeográfusok becslése szerint az ivóvízkészletek szempontjából a Banovina, és különösen Zrinyi-hegység területe Horvátország három leggazdagabb régiójának egyike. Legjelentősebb folyói a Kulpa, a Száva és az Una a Duna-medence vízgyűjtőjéhez tartoznak. A jelentősebb vízdolyások még a Sunja, a Petrinjčica, a Žirovac, a Maja és az Utinja folyók. A 27 különféle halfaj közül 12 szerepel a védendő fajok vörös könyvének listáján. A természeti környezet megőrzése szempontjából az itteni patakok ideális élőhelyet jelentenek a helyi ichthyofauna számára.

## Növényvilág
A növényzet szorosan összefügg a geológiai háttérrel, a domborzattal, az éghajlattal és a talajjal. A hegység területét kiterjedt, állami tulajdonú erdőkomplexumok borítják, míg a magánerdők inkább a települések mellett találhatók. A hegység területet háromféle erdő uralja: bükkösök, kocsánytalan tölgy- és gyertyánerdők, valamint kocsánytalan tölgy- és gesztenyeerdők. A fennmaradó terület nagyrészt gyepekből, rétekből és legelőkből áll.

## Állatvilág
A hegység területén végzett korábbi kutatások során 41 emlősfajt regisztráltak, ami valamivel több, mint a teljes országos fajszám kétharmada. A fauna Közép-Európára jellemző, szigorúan védett fajokkal, mint a denevérfajok, két féle pelefaj, valamint a vidra és a farkas, amelyek nemrég tértek vissza erre a területre.